# جغرافيا الاعلام والاتصال

خريطة العالم تظهر اتصالات الهاتف الدولية من مجلة بيل الهاتف ، 1922.

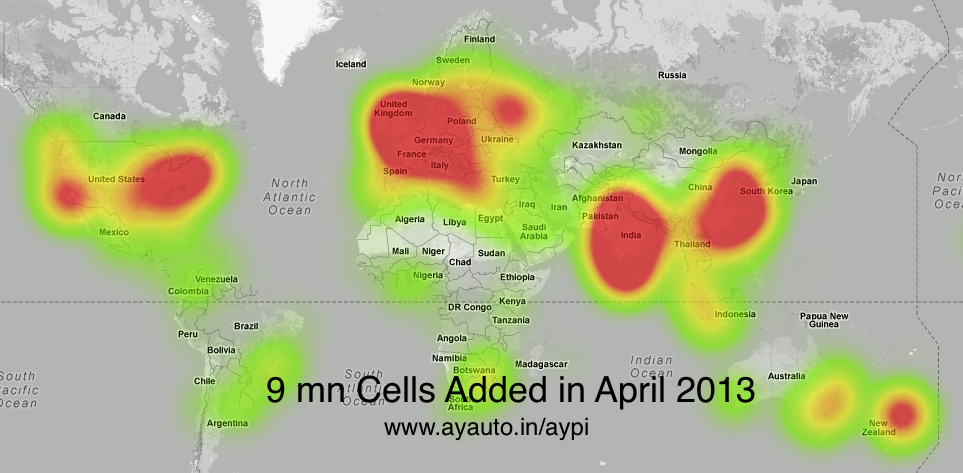
خريطة العالم تظهر كثافة أبراج الهواتف المحمولة في عام 2013.

## جغرافيا الإعلام والاتصال
(تُعرف أيضًا باسم جغرافيا الاتصال وجغرافيا وسائل الإعلام وجغرافيا الوسائط) هي منطقة بحثية متعددة التخصصات تجمع بين الجغرافيا البشرية والدراسات الإعلامية ونظرية الاتصال. يسعى البحث الذي يعالج جغرافية الإعلام والاتصال إلى فهم كيفية قيام أفعال الاتصال والأنظمة التي تعتمد عليها على شكلها وتشكيلها من خلال الأنماط والعمليات الجغرافية.

### نظرة عامة
جغرافية الاعلام  والاتصال مجال واسع للبحث، والذي يأخذ بعين الاعتبار جوانب الاتصال المختلفة.
احد اهتماماته هو تخطيط وتنظيم قطاع الاتصالات من مدينة إلى أخرى على كوكب الأرض.
لهذا النوع من الجغرافيا مستويات مختلفة من الوصول إلى أنظمة الاتصالات من مكان إلى اخر، مع الانتباه إلى كيفية اختلاف المناطق.
حيث ان الوصول للاتصالات يؤدي إلى فهم التغييرات التي تحدث عندما تنتشر الوسائط في تلك الأماكن.
هناك اهتمام تكميلي بكيفية تمثيل الأماكن في وسائل الاعلام، على سبيل المثال:
أفضل صور للشواطئ في الإعلانات السياحية أو اعمق وصف لمناطق الحرب عن طريق القصص المكتوبة.
تسمح الاتصالات بتفاعل البشر مع بعضهم البعض حتى في المناطق النائية.
لذا فإن المجال الأخير للبحث هو كيف يتفاعل الأشخاص مع الاخرين من خلال أنواع مختلفة من انظمة الاتصال  ويعيشون على انواعاًمختلفة من المساحات«الافتراضية».
من المهم على وجه الخصوص للمفكرين في وسائل الاعلام والاتصال طرح أسئلة تتعلق بالتشكيلات الاجتماعية والثقافية المختلفة، المرتبطة بالاعلام.
والتي تشير إلى كيفية مشاركة وسائل الاعلام في تحويل الانتماءات والمواطنة التي ترتبط بالجغرافيا.
حيث ان التكوينات الاجتماعية والثقافية تعتمد على الفروق بين الحياة العامة والحياة الخاصة والتي تعتمد تقليدياً على الحدود المكانية بين هذه الأماكن.
من المواضيع المهمة للجغرافيين خصوصاً، استعراض تمثيلات الأماكن في وسائل الاعلام المرئية بما في ذلك: التصوير الفوتوغرافي والسينما والكتابة على الجدران، اما بالنسبة لوسائل الاعلام المسموعة ف تكون بالتسجيلات الإذاعية والموسيقية، وحتى في الاتصالات المجسدة مثل الرقص وألعاب الفيديو.

## التاريخ
يمكن إرجاع الاهتمام الجغرافي بدراسة أنظمة الاتصالات إلى كتابات ريتشارد هارتشورن في الثلاثينيات.  اعتبر هارتشورن اللغة عنصرًا رئيسيًا في تشكيل مناطق الثقافة، مما يعني أن اللغة السائدة متشابهة داخل منطقة ثقافة معينة وتتغير عندما يترك المرء المنطقة الثقافية.  أصبح التركيز على جانب مختلف تمامًا من التواصل خلال الخمسينات والستينات من القرن الماضي، حيث بدأ الجغرافيون في قياس ونمذجة التفاعلات بين المواقع.  في هذه الحالة، شرح الجغرافيون المشاركون في «الثورة الكمية» التدفق المتسارع للمعلومات بين المواقع من حيث «تقارب الزمكان» و «التمدد البشري».  لم يبدأ الجغرافيون حتى السبعينيات في التركيز على الاتصالات من حيث المحتوى، مع مراعاة مسائل الرمزية والتمثيل والاستعارة والأيقونية والخطاب.  اتخذ هذا الاهتمام أولاً في البحث الجغرافي الذي اعتمد على الإنسانية والظواهر والتأويل.  وبحلول التسعينات، تحول هذا الوضع نحو نهج  أكثر أهمية لتفريغ مختلف معاني المناظر الطبيعية.  قام الجغرافيون الباحثون في مجال الاتصالات على مدى العقدين الماضيين بتوسيع مجالات البحث هذه مع المضي قدمًا في الرؤى المتقدمة فيما يتعلق بأهمية الاتصال لتشكيل المناطق، ومعدل تدفق المعلومات كمقياس للتفاعل المكاني، والارتباط بين المناظر الطبيعية والتمثيل.  تم تقديم مناهج جديدة للتواصل تحت أطر النظرية غير التمثيلية، ونظرية شبكة الممثلين، ونظرية التجميع.  على نفس القدر من الأهمية هو جهد التفكير من خلال الكود الرقمي وعلاقته بالفضاء.

### مجالات الدراسة
وفقًا لأحد التصنيفات، تتضمن جغرافية الإعلام والاتصالات أربعة جوانب تكميلية: 1-الأماكن في وسائل الإعلام، 2-وسائل الإعلام في الأماكن، 3- وسائل الإعلام في المساحات 4-والمساحات في وسائل الإعلام. اولاً،  الأماكن في وسائل الإعلام هي تمثيلات للمكان الذي يتم تداوله في جميع أنواع الوسائط لجميع أنواع الأسباب، على سبيل المثال لوحات المناظر الطبيعية التي تدل على وضع صاحبها، والصور الإخبارية للمساحات الحضرية التي تربط الجريمة والفوضى بأقلية الأقليات والفقراء. ثانياً،  وسائل الإعلام في الأماكن هي طرق يتم من خلالها تغيير أماكن معينة مثل المنزل أو الفصل الدراسي أو مكان العمل أو شارع المدينة وظيفياً وتجريبياً من خلال التحولات في كيفية استخدام الأشخاص للوسائط في تلك الأماكن.  ثالثاً، الوسائط في المساحات هي البنى التحتية للاتصالات، سواء كانت تاريخية، مثل كابلات التلغراف، أو المعاصرة مثل كابل الألياف الضوئية عند رسم خرائطها وتحليلها من حيث تصميمها المادي.رابعاً واخيراً  المساحات في الوسائط هي الطوبولوجيا التي تنتقل عبرها الرموز والصور والمعلومات والأفكار أثناء انتشارها أو انتشارها من شخص إلى شخص ومن مجموعة إلى أخرى.

### علماء بارزون

#### الجغرافيون المهتمون بالإعلام والاتصال
•رونالد إف.                            ديريك جريجوري
•جون أ.أجنيو.                          ديفيد هارفي
•بول سي دامز                          إيريك لورير
•تريفور جيه بارنز.                     كريس لوكينيبل
•جاكلين بيرجس.                        دورين ماسي
•دينيس كوسجروف.                     جون بيكلز  
•تيم كريسويل                       جيليان روز"جغرافي
•جولي كوبلز.                         نايجل ثريفت
•سيمون دالبي.                          يي فو توال  
•جيسون ديتمير.                         جيرارد توال
•كلاوس دودز.                            جيل ڤالنتين
•بيتر جولد                                تورستن ويسمان
•مارك جراهام.                         ستيفان زيمر مان

#### علماء الإعلام/الاتصالات المهتمون بالجغرافيا
•مانويل كاستيلز.                       والتر جيه
•اليزابيث آيزنشتاين.                   حدائق ليزا
•كيفين جلين.                             نيل بوستمان
•هارولد إينيس.                         ماري لويز برات
•مارشال ماكلوهان.                     ساسكيا ساسين
•جوشوا ميرويتز.                       ميمي شيلر

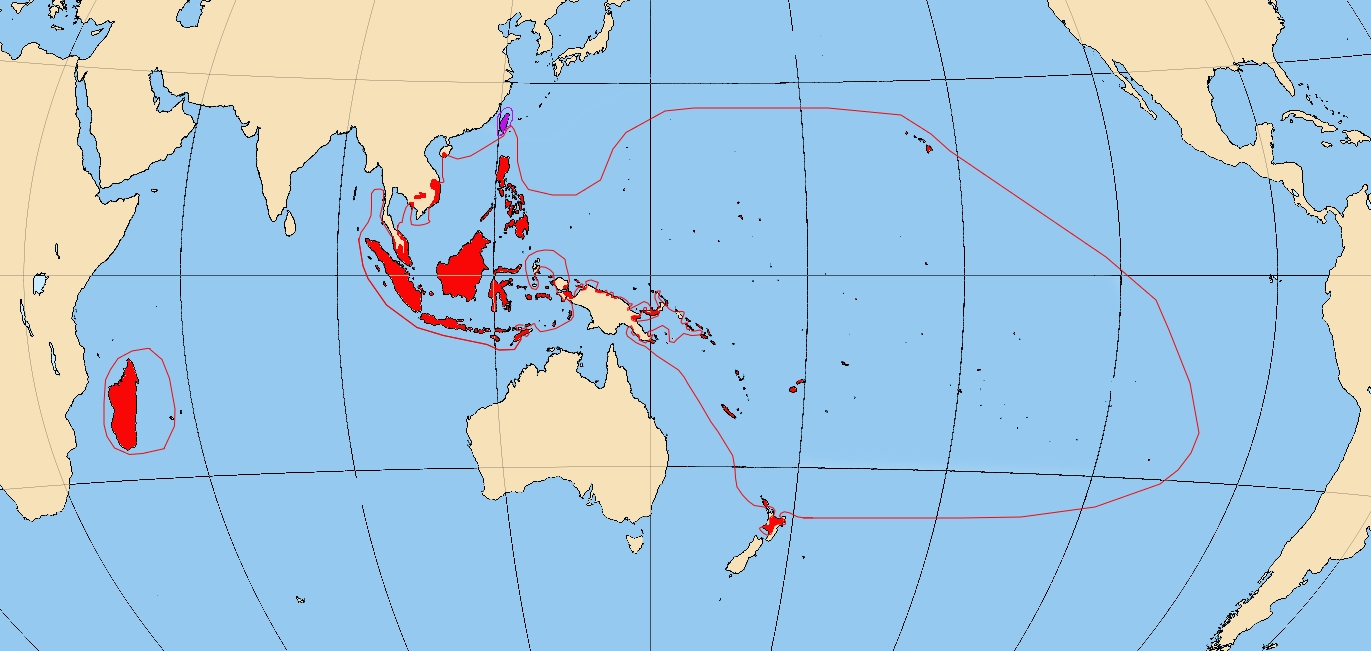
خريطة منطقة الثقافة المطابقة لعائلة اللغة الأسترونيزية

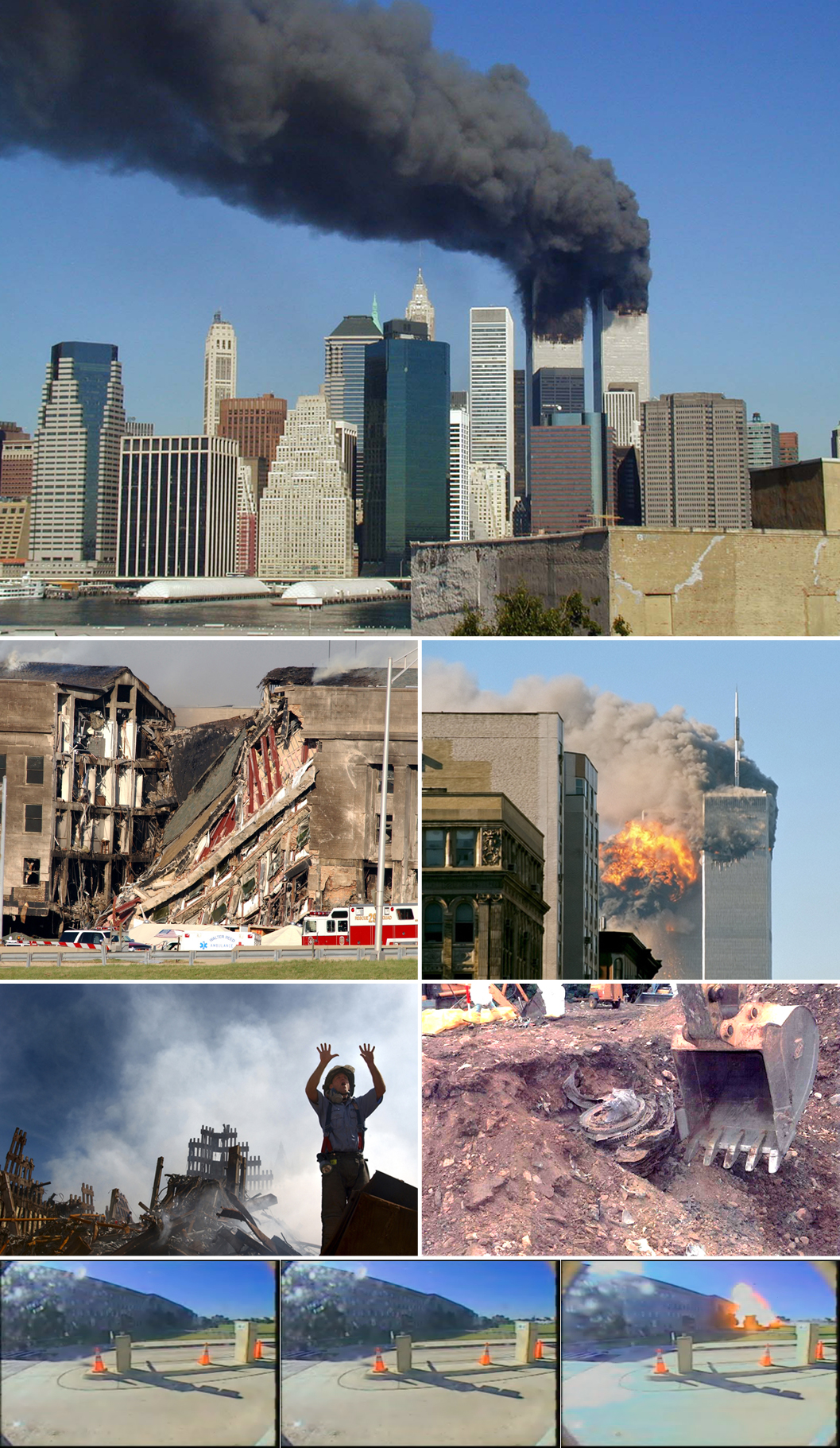
مركز التجارة العالمي Photo Montage ؛ مكان يتم تمثيله في الصور الإعلامية ؛ مثال على مكان في الوسائط

•لويس مو مفورد